# Louis Chevrolet
Louis-Joseph Chevrolet (ur. 25 grudnia 1878 w La Chaux-de-Fonds w kantonie Neuchâtel, zm. 6 czerwca 1941 w Detroit w stanie Michigan) – szwajcarski kierowca wyścigowy.
W roku 1911 wraz z Williamem C. Durantem założył Chevrolet Motor Car Company – fabrykę amerykańskich samochodów marki Chevrolet (obecnie należy ona do koncernu General Motors).
W 1915 roku uzyskał amerykańskie obywatelstwo.
Czterokrotnie brał udział w wyścigu Indianapolis 500.

## Starty w Indianapolis 500
| Rok  | Nadwozie  | Silnik    | Start | Wynik | Uwagi             |
| ---- | --------- | --------- | ----- | ----- | ----------------- |
| 1915 | Cornelian | Sterling  | 23    | 20    | Awaria zaworów    |
| 1916 | Frontenac | Frontenac | 21    | 12    | Awaria korbowodu  |
| 1919 | Frontenac | Frontenac | 12    | 7     |                   |
| 1920 | Frontenac | Frontenac | 3     | 18    | Układ kierowniczy |